# بين داير
بين داير (بالإنجليزية: Ben Dyer) هو لاعب كرة قاعدة أمريكي، ولد في 13 فبراير 1893 في شيكاغو في الولايات المتحدة، وتوفي في 7 أغسطس 1959 في كينوشا في الولايات المتحدة.

## وصلات خارجية
- بين داير على موقعبيزبول رفرنس.كوم (الدوري الرئيسي) (الإنجليزية)
- بين داير على موقعبيزبول رفرنس.كوم (الدوري الثانوي) (الإنجليزية)